# جائزة الولايات المتحدة الكبرى للدراجات النارية 2012
جائزة الولايات المتحدة الكبرى للدراجات النارية 2012 هو سباق دراجات نارية أقيم بتاريخ 29 يوليو 2012 في حلبة لاغونا سيكا. كان الجولة العاشرة من أصل 18 في سباق الجائزة الكبرى للدراجات النارية موسم 2012. فاز الأسترالي كيسي ستونر بفئة الموتو جي بي بينما جاء الإسباني خورخي لورنزو في المركز الثاني وحصل على المركز الثالث الإسباني داني بيدروسا.

## وصلات خارجية
- الموقع الرسمي